# Bakovac Kosinjski
Bakovac Kosinjski – wieś w Chorwacji, w żupanii licko-seńskiej, w gminie Perušić. W 2011 roku liczyła 126 mieszkańców.